# Ferdie Aston
Fitzmaurice Thomas Drake Aston, född 18 september 1871 i Cheltenham, England, död 1926, var en sydafrikansk rugbyspelare. Han antogs fyra gånger till South Africa national rugby union team, tre gånger som kapten.